# Pauler Gyula
Pauler Gyula (Zágráb, 1841. május 11. – Badacsonytomaj, 1903. július 8.) magyar jogász, levéltáros, történész és író, a Magyar Tudományos Akadémia tagja, a Magyar Országos Levéltár első főlevéltárnoka.

## Életpályája
Édesapja, Pauler Tivadar (későbbi egyetemi tanár és miniszter) akadémiai tanár volt, édesanyja Deréky Sarolta. Iskoláit Pesten a piaristáknál végezte, azután az egyetemen jogot hallgatott; 1863-ban ügyvédi oklevelet szerzett és 1863-tól 1874-ig ügyvédkedett. Közben megnősült, elvette Lenhossék Georginát, Lenhossék József anatómus unokahúgát. Már egyetemi tanulmányai közben komoly célok felé törekedett és történeti kérdésekkel sokat foglalkozott. Szilágyi Dezső, Hajnik Imre és Grünwald Béla voltak társai az egyetemen. Horváth Mihály volt történelmi tanulmányaiban vezetője és mentora; az ő ajánlatára választotta meg a Magyar Tudományos Akadémia 1870. május 15-én levelező tagjává, 1877. május 24-én lett rendes tag és 1899. május 5-én az igazgató-tanács tagja. 1874. október 14-én ugyancsak Horváth Mihály ajánlatára országos levéltárnoknak nevezték ki.
Ugyanakkor a külföldi levéltárak szervezetének tanulmányozására is kiküldték, így áttanulmányozta a müncheni, berlini, drezdai, brüsszeli, hágai, párizsi és a bécsi titkos állami levéltárak berendezését. 1875-ben tért vissza és kidolgozta az Országos Levéltár szervezetét és ügykörét; hozzáfogott annak újjáalkotásához. Az Országos Levéltár megkapta a magyar és erdélyi kancelláriai, magyar helytartósági és erdélyi főkormányszéki levéltárak anyagát; később a magyar kamarai levéltár, a magyar királyi kúriai, az erdélyi két országos, a fiumei kormányzósági levéltár, stb. gyűjteményeit. Pauler példásan rendezte az új anyagot és az országos levéltárat az európai tudományosság színvonalára emelte. Történészként kezdetben a Wesselényi-féle rendi szervezkedéssel, később az Árpád-kori magyar történelemmel foglalkozott. 

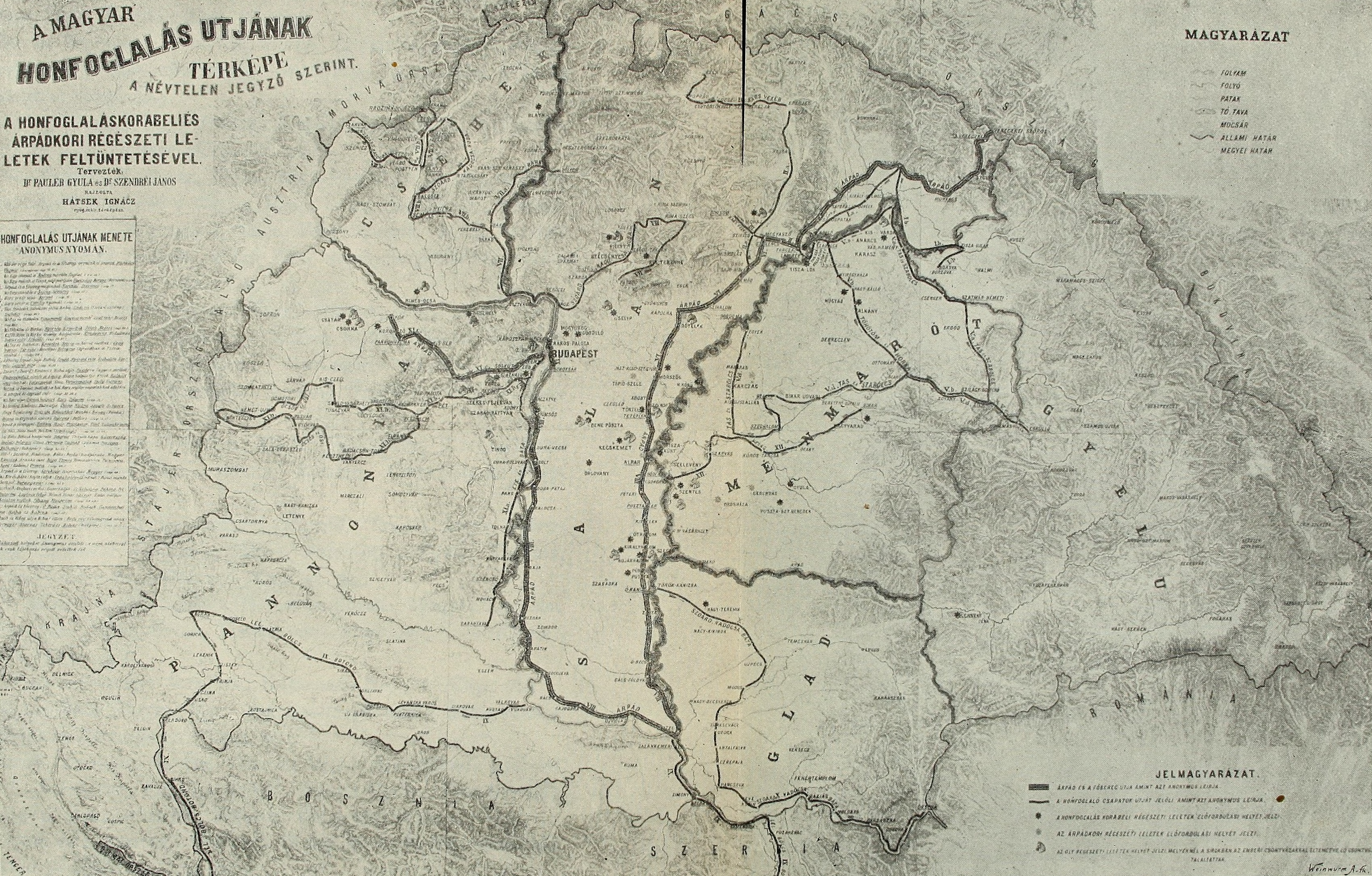
Pauler Gyula és Szendrei János szerkesztették a honfoglalás útjának térképét, amelyen vastag vörös vonalak jelölték a honfoglaló magyarok útját úgy, ahogy értelmezésük szerint azt Anonymus leírta

Egyik legjelentősebb műve, a Magyar nemzet története az Árpád-házi királyok alatt 1893-ban jelent meg. 1894-ben e művéért MTA nagydíjjal tüntették ki. Az ő javaslatára fogadták el a millennium évének az 1895-ös évet. 1895-től az Akadémia történeti osztályának elnöke volt és az akadémia megbízásából Szilágyi Sándorral együtt a honfoglalásra vonatkozó forrásokat szerkesztette, amely A magyar honfoglalás kútfői címmel 1900-ban jelent meg. 1896-ban miniszteri tanácsosi címmel tüntette ki a király. 1899 tavaszán Németországban járt kiküldetésben, a legújabb levéltári építkezéseknek tanulmányozása végett. A budapesti jogtudományi államvizsgálati bizottság tagja, 1898-tól a magyar történelmi társulat második alelnöke, a heraldikai és genealógiai társaság választmányi tagja, a Bács-Bodrog vármegyei történelmi társulat és a Hunyad vármegyei történelmi és régészeti társulat tiszteleti tagja volt. 1903. július 6-án Badacsonytomajba ment szabadságra, ahol birtoka volt, és július 8-án este 6 óra tájban vacsora közben hirtelen rosszul lett és holtan esett le a székről, szívbaja ölte meg.

## Emlékezete
- A Kerepesi temetőben 1903. július 10-én délután 4 órakor a római katolikus egyház szertartása szerint temették el. 1952-ben a hamvakat áthelyezték az Új köztemetőbe. 1982-ben Pauler Gyula unokája, Bogyay Piroska (Bogyay Tamás nővére) a badacsonyi Szent Donát-kápolnába hozatta a hamvakat.
- Őt tekintik az Árpád-kori magyar történelemmel kapcsolatos tudományos kutatások megalapozójának.
- 1999-ben a Pauler Gyula-díjat nevezték el róla.

## Munkái
1. Wesselényi Ferencz nádor és társainak összeesküvése 1664-1671. Bpest, 1876. Két kötet.
2. A magyar nemzet története az árpádházi királyok alatt. Uo. 1893. Két kötet. (A m. tudom. akadémia által a Péczely és 1895. a nagyjutalommal koszorúzott mű. M. t. akadémia Könyvkiadó-Vállalata 13., 14. Ismert. Kath. Szemle, Ludovika Akadémia Közlönye 1894. és Századok; 2. jav. kiadás. Uo. 1899.).
3. Wie und wann kam Bosnien an Ungarn. Wien, 1894. (Különny. a Wissenschaftliche Mittheilungen aus Bosnien und Herzegovina II. kötetéből).
4. A magyar nemzet története Szent Istvánig. Bpest, 1900. (A m. tudom. akadémia Könyvkiadó-Vállalata. Ism. Századok 1901.).
5. A magyar honfoglalás kútfői. Uo. 1900. (Szilágyi Sándorral együtt. Ism. Erdélyi Múzeum, Keleti Szemle 1902. sat.).
6. Magyarország Szent István halálakor 1038-ban. Tervezte..., rajzolta Kogutowicz. Ugyanott, év n. (Térkép.). Jegye P. Gy